# ВК-800
ВК-800 — российский газотурбинный авиационный двигатель мощностью до 800 л. с. (взлётный режим), первоначально разрабатываемый компанией «Климов», в дальнейшем разработка была передана на АО «УЗГА», под тем же наименованием, хотя в действительности проектирование было выполнено повторно.
Существует в нескольких модификациях: турбовинтовой ВК-800С/СП/СМ и турбовальный ВК-800В. Предназначен для применения на лёгких самолётах и вертолётах, а также БПЛА.

## История
Разрабатывался в инициативном порядке за счёт компании. Первоначально работа велась над турбовальным вариантом для оснащения лёгких вертолётов. Двигатель был представлен на московской выставке «Двигатели 98». Стендовые испытания начались в 2008 году. В проекте вместе с ОАО «Климов» принимает участие Уфимское моторостроительное производственное объединение.
В 2018 году появились сообщения о начале стендовых испытаний турбовинтовой модификации ВК-800С. Интенсификацию работ по двигателю связывают с началом серийного производства локализованного самолёта Let L-410 в России.
Предполагается использовать ВК-800С на перспективном лёгком многоцелевом самолёте, разрабатываемом на замену Ан-2 — ЛМС-901 «Байкал».
На середину 2025 г. установлен (в дополнение к штатным) на летающей лаборатории Як-40, для проведения испытаний.

## Конструкция
Компрессор одноступенчатый центробежный. 
Турбина одноступенчатая неохлаждаемая.

### Варианты
ВК-800ВТурбовальная модификация ВК-800В. Предполагается устанавливать на лёгких вертолётах Ансат, Ка-226.
ВК-800СТурбовинтовая модификация ВК-800С. Предназначена для установки на самолётах L-410 и УТС-800, а также тяжёлых БПЛА типа «Альтаир».